# ملفين راسيل بالارد
ملفين راسيل بالارد (بالإنجليزية: M. Russell Ballard)‏ هو شخصية أعمال أمريكي، ولد في 8 أكتوبر 1928 في مدينة سولت ليك في الولايات المتحدة.